# بردگوری امیرالمؤمنین
بردگوری امیرالمومین در شهرستان اندیکا، دهستان آبژدان، ۱۵۰ متری جنوب شرق روستای امیرالمؤمنین واقع شده و این اثر در تاریخ ۲۶ اسفند ۱۳۸۷ با شمارهٔ ثبت ۲۵۹۸۸ به‌عنوان یکی از آثار ملی ایران به ثبت رسیده است.